# ¡Qué duro es el amor!
¡Qué duro es el amor!  (título original: Love Hard)  es una película de 2021 dirigida por el cineasta costarricense Hernán Jiménez. Habla sobre el amor, el engaño por medio de aplicaciones para citas, la importancia del conocimiento propio y el miedo a la soledad.

## Sinopsis
La trama de la película nos presenta a una joven que ha tenido mala suerte en sus relaciones amorosas. Cuando cree que la vida le empieza a sonreír, decide actuar de manera impulsiva para dar el siguiente paso con alguien que conoció en Internet. Al final, otro engaño la hará replantearse las cosas, pero también iniciar una nueva aventura que podría tener resultados inesperados.

## Argumento
Natalie Bauer es una mujer que busca el amor de una forma convencional en la actualidad, a través de aplicaciones de citas, debido a esto las decepciones al conocer a dichas parejas son inmensas.
Gracias a esto es una exitosa escritora que cuenta sobre sus decepciones y humorísticas citas, ganando día a día lectoras nuevas principalmente. 
Sin embargo conoce al "chico perfecto" proporcionado físicamente, interesante, interesado en conocerla, no tiene ningún defecto pero existe un pequeño detalle que cambiará el rumbo de la historia. 

## Reparto
| Actor          | Personaje     |
| -------------- | ------------- |
| Nina Dobrev    | Natalie Bauer |
| Jimmy O. Yang  | Josh Lin      |
| Darren Barnet  | Tag           |
| Mikaela Hoover | Chelsea Lin   |
| Harry Shum Jr. | Owen Lin      |
| Rebecca Staab  | Barb Lin      |
| James Saito    | Bob Lin       |